# جيمي فورستر
جيمي فورستر (بالإنجليزية: Jamie Forrester)‏ (1 نوفمبر 1974 في المملكة المتحدة - ) هو لاعب كرة قدم بريطاني في مركز الهجوم. شارك مع منتخب إنجلترا تحت 18 سنة لكرة القدم. أما مع النوادي، فقد لعب مع سكونثورب يونايتد وغريمسبي تاون وليدز يونايتد ونادي أوترخت ونادي بريستول روفيرز ونادي ساوثيند يونايتد ونادي نورثامبتون تاون ونادي والسول ونوتس كاونتي وهال سيتي وLincoln United F.C. ‏ ولينكولن سيتي أف سي وLincoln Moorlands Railway A.F.C. ‏.

## وصلات خارجية
- جيمي فورستر على موقع قاعدة بيانات كرة القدم.إي يو (الإنجليزية)
- جيمي فورستر على موقع Soccerbase.com (لاعب) (الإنجليزية)
- جيمي فورستر على موقع عالم كرة القدم.نت (الإنجليزية)